# (8188) Okegaya
(8188) Okegaya est un astéroïde de la ceinture principale.

## Description
(8188) Okegaya est un astéroïde de la ceinture principale. Il fut découvert le 18 décembre 1992 à Kani par Yoshikane Mizuno et Toshimasa Furuta. Il présente une orbite caractérisée par un demi-grand axe de 3,16 UA, une excentricité de 0,13 et une inclinaison de 12,1° par rapport à l'écliptique.

## Compléments